# Karl Lippmann
Karl Lippmann (ur. 1890, zm. ?) – zbrodniarz hitlerowski, członek załogi niemieckiego obozu koncentracyjnego Dachau i SS-Scharführer.
Z zawodu kupiec. Członek NSDAP. Od 3 sierpnia 1944 pełnił służbę w kompleksie obozowym Dachau. Początkowo był strażnikiem w komandzie Landsberg II, w ramach podobozów Kaufering. Następnie od 14 stycznia do 29 kwietnia 1945 Lippmann sprawował stanowisko adiutanta komendanta komanda Utting X należącego również do kompleksu Kaufering. Do jego obowiązków należało: przeliczanie więźniów podczas apeli, nadzorowanie więźniarskiej części obozu oraz kierowanie oddziałem wartowniczym. W związku z tym był współodpowiedzialny za fatalne warunki panujące w obozie, wskutek których wielu więźniów umierało z chorób, zimna i niedożywienia. Oprócz tego Lippmann maltretował więźniów, tak że kilkudziesięciu z nich musiano następnie hospitalizować. Uczestniczył również w wykonywaniu okrutnych kar na podstawie regulaminu obozowego.
Za swoje zbrodnie został osądzony przez amerykański Trybunał Wojskowy w Dachau w procesie US vs. Karl Lippmann i inni w dniach 30–31 lipca 1947. Wymierzono mu karę dożywotniego pozbawienia wolności.